# 蕭一傑
蕭一傑（1986年1月2日—），為台灣前旅日棒球選手，曾經效力於中華職棒富邦悍將，守備位置為投手，右投右打，最快球速曾達148km/h，擅長球路為曲球、滑球及變速球。

## 生平
高中時代，由台灣赴日本就讀日南學園高等學校。2003年，日南學園進軍甲子園，蕭一傑參與其中。中學畢業後，進入奈良產業大學，成為棒球隊先發投手，率領球隊進入日本大學全國大會。

### 日本職棒
2008年年底以第一輪第一指名加盟日本職棒阪神虎隊。主要在二軍出賽，2009年曾入選二軍明星隊。在一軍出賽的機會較少。
2012年季末遭阪神虎隊釋出，同年11月22日經同為台灣出身的郭泰源投手教練推薦與軟體銀行鷹隊簽下育成選手合約。
2013年10月26日，軟體銀行鷹隊釋出蕭一傑。

### 中華職棒
2013年底參加中華職棒新人選秀，義大犀牛以第三指名選進。2014年1月10日，和義大犀牛簽下3年複數年約。
2018年12月，蕭一傑遭球團釋出後隨即宣布退役。

## 退役後
退役後，蕭一傑擔任從中華職棒轉戰日本棒球機構為王柏融的翻譯。

## 經歷
- 台南縣善化鎮善化國小少棒隊
- 台南縣善化國中青少棒隊
- 高雄縣高苑工商青棒隊
- 日南学園高等学校
- 奈良產業大学
- 日本職棒阪神虎（2009年－2012年）
- 日本職棒福岡軟銀鷹（2013年）
- 中華職棒義大犀牛（2014年－2016年10月31日）
- 中華職棒富邦悍將（2016年11月1日－2018年）
- 台灣職棒球員工會第五屆理事（2018年）
- 日本職棒北海道日本火腿鬥士隨隊日文翻譯（2019年）
- 中華職棒味全龍牛棚教練（2020年）
- 中華職棒味全龍二軍投手教練（2021年－）

## 職棒生涯成績

### 日本職棒
| 年度   | 球隊   | 出賽 | 先發 | 勝投 | 敗投 | 中繼 | 救援 | 完投 | 完封 | 四壞 | 三振 | 責失 | 投球局數 | 自責分率 | 被上壘率 |
| ------ | ------ | ---- | ---- | ---- | ---- | ---- | ---- | ---- | ---- | ---- | ---- | ---- | -------- | -------- | -------- |
| 2011年 | 阪神虎 | 2    | 2    | 0    | 1    | 0    | 0    | 0    | 0    | 4    | 7    | 2    | 8.1      | 2.16     | 1.32     |
| 合計   | 1年    | 2    | 2    | 0    | 1    | 0    | 0    | 0    | 0    | 4    | 7    | 2    | 8.1      | 2.16     | 1.32     |

### 中華職棒
| 年度 | 球隊     | 出賽 | 先發 | 勝投 | 敗投 | 中繼 | 救援 | 完投 | 完封 | 四死 | 三振 | 責失 | 投球局數 | 自責分率 | 被上壘率 |
| ---- | -------- | ---- | ---- | ---- | ---- | ---- | ---- | ---- | ---- | ---- | ---- | ---- | -------- | -------- | -------- |
| 2014 | 義大犀牛 | 33   | 9    | 5    | 7    | 2    | 0    | 0    | 0    | 34   | 54   | 44   | 85.2     | 4.62     | 1.44     |
| 2015 | 義大犀牛 | 10   | 1    | 0    | 2    | 0    | 0    | 0    | 0    | 8    | 15   | 10   | 17.1     | 5.19     | 1.44     |
| 2016 | 義大犀牛 | 21   | 0    | 1    | 0    | 1    | 0    | 0    | 0    | 15   | 25   | 20   | 31.2     | 5.68     | 1.61     |
| 2017 | 富邦悍將 | 18   | 0    | 0    | 0    | 2    | 0    | 0    | 0    | 10   | 8    | 9    | 21.0     | 3.86     | 1.33     |
| 合計 | 4年      | 82   | 10   | 6    | 9    | 5    | 0    | 0    | 0    | 67   | 102  | 83   | 155.2    | 4.80     | 1.46     |

## 特殊事蹟
- 2003年以背號1號代表日南學園參加第85屆全國高等學校棒球錦標賽（日语：第85回全国高等学校野球選手権大会）（夏季甲子園），成為自王貞治之後首位以背號1號參賽的台灣籍球員。
- 2006年第10屆奈良縣知事盃棒球賽 最優秀投手獎
- 2007年第11屆奈良縣知事盃棒球賽 敢鬥賞
- 2008年第57屆全日本大學棒球錦標賽 特別獎（連續兩日先發完投，主投23.2局，331球）

## 外部連結
- 蕭一傑在台灣棒球維基館上的頁面（繁體中文）
- 蕭一傑在日本職棒官網（英语）
- 蕭一傑在中華職棒官網
- 蕭一傑在Baseball-Reference.com（小聯盟以及海外聯盟）（英语）
- 蕭一傑的Facebook專頁
- 蕭一傑的Instagram帳戶